# Нойффен
Нойффен (нем. Neuffen) — город в Германии (ФРГ), в земле (государстве) Баден-Вюртемберг. 
Город подчинён административному округу Штутгарт. Входит в состав района Эслинген.  Население составляет 6164 человека (на 31 декабря 2010 года). Занимает площадь 17,45 км². Официальный код  —  08 1 16 046.

## История
В данной местности первое кельтское поселение основано около 100 года до нашей эры. Около 1100 года был построен замок Хоэннойффен. Городские привилегии получены поселением в 1232 году.
В средневековье в Вюртемберге существовало Нейффенское графство, в 1303 году Лиутгард Нейфен продал Нейффен, часть которого была куплена Эберхардом I. В 1634 году пожар почти полностью уничтожил город. В 1801 году замок Хоэннойффен был частично снесён.
В августе 1948 года премьер-министр Вюртемберга-Бадена Рейнхольд Майер, премьер-министр Южного Бадена Лео Волеб и министр внутренних дел Южного Вюртемберга-Гогенцоллерна Виктор Реннер обсудили в Хоэннеуффене вопрос о создании нового юго-западного государства, ныне Баден-Вюртемберг.

## Фотографии

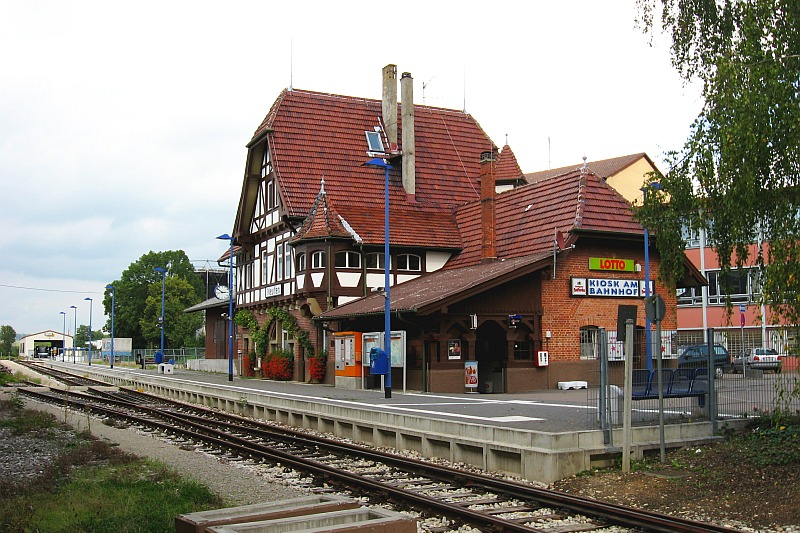
Вокзал
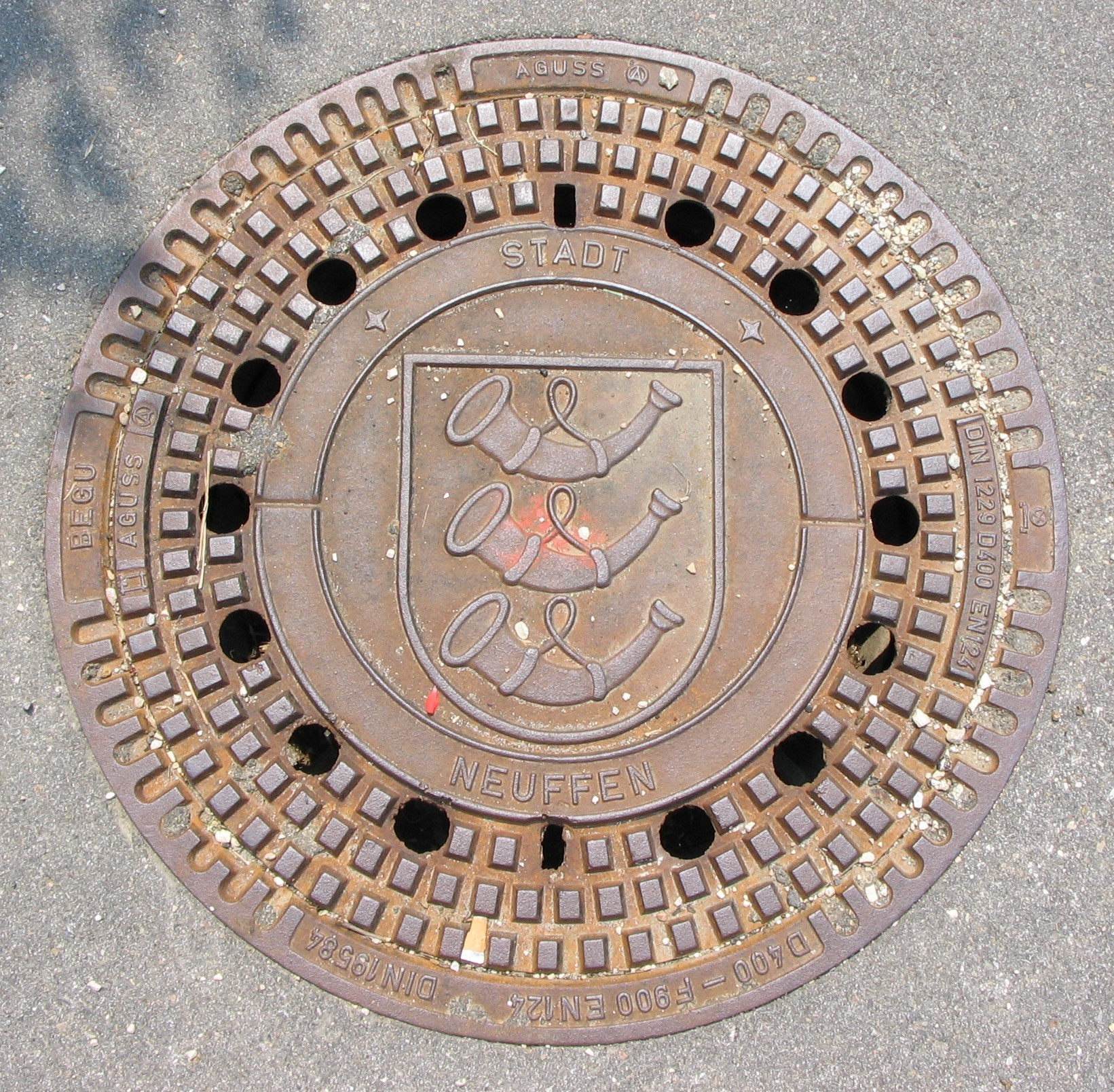
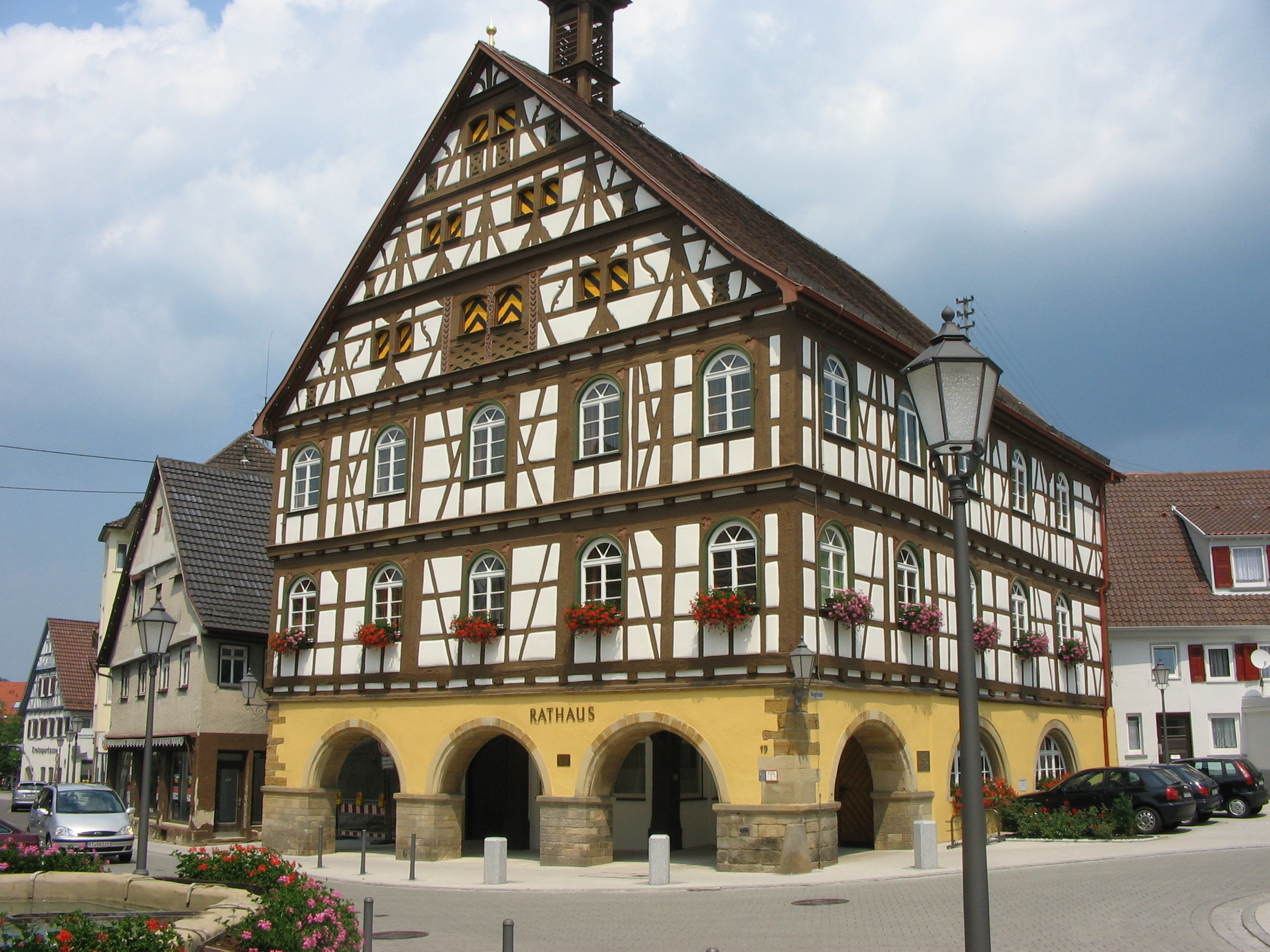
Ратуша (Дом советов (ратхаус))

## Достопримечательности
- Замок Хоэннойффен